# IC 4610
IC 4610 је спирална галаксија у сазвјежђу Херкул која се налази на листи објеката дубоког неба у Индекс каталогу.
Деклинација објекта је + 39° 15' 27" а ректасцензија 16h 33m 39,2s. Привидна величина (магнитуда) објекта IC 4610 износи 15,2 а фотографска магнитуда 16,0. IC 4610 је још познат и под ознакама KUG 1632+393A, PGC 58499.